# Liste der Baudenkmale in Engelschoff
In der Liste der Baudenkmale in Engelschoff  sind alle Baudenkmale der niedersächsischen Gemeinde Engelschoff aufgelistet. Die Quelle der Baudenkmale, der ID´s und der Beschreibungen ist der Denkmalatlas Niedersachsen. Der Stand der Liste ist der 5. Dezember 2021.

## Allgemein
In den Spalten befinden sich folgende Informationen:
- Lage: die Adresse des Baudenkmales und die geographischen Koordinaten. Kartenansicht, um Koordinaten zu setzen. In der Kartenansicht sind Baudenkmale ohne Koordinaten mit einem roten Marker dargestellt und können in der Karte gesetzt werden. Baudenkmale ohne Bild sind mit einem blauen Marker gekennzeichnet, Baudenkmale mit Bild mit einem grünen Marker.
- Bezeichnung: Bezeichnung des Baudenkmales
- Beschreibung: die Beschreibung des Baudenkmales. Unter § 3 Abs. 2 NDSchG werden Einzeldenkmale und unter § 3 Abs. 3 NDSchG Gruppen baulicher Anlagen und deren Bestandteile ausgewiesen.
- ID: die Objekt-ID des Baudenkmales
- Bild: ein Bild des Baudenkmales, ggf. zusätzlich mit einem Link zu weiteren Fotos des Baudenkmals im Medienarchiv Wikimedia Commons. Wenn man auf das Kamerasymbol klickt, können Fotos zu Baudenkmalen aus dieser Liste hochgeladen werden:

## Engelschoff

### Gruppe: Hauptstraße 24
Die Gruppe hat die ID 30898735. Hofanlage bestehend aus vier Gebäuden, deren Südfassaden in einer Ebene liegen. Entstanden im 19. Jahrhundert. Ehemalige Hofanlage Im Horn 6.

| Lage                                       | Bezeichnung               | Beschreibung | ID       | Bild |
| ------------------------------------------ | ------------------------- | --- | -------- | ---- |
| Hauptstraße 24 53° 40′ 33″ N, 9° 16′ 57″ O | Wohn-/ Wirtschaftsgebäude | Firstparallel zur Scheune stehendes Haupthaus in Fachwerk mit Backsteinausfachung, unter Satteldach in Reetdeckung, am Wirtschaftsgiebel mit Halbwalm. Errichtet 1875 (i).                      | 30909211 | BW   |
| Hauptstraße 24 53° 40′ 33″ N, 9° 16′ 57″ O | Stall                     | Eingeschossiger Fachwerkbau mit Backsteinausfachung, unter Satteldach. Dach um 90° verschwenkt zu den beiden Haupthäusern, Südfassaden in einer gemeinsamen Ebene. Errichtet um 1890 als Stall. | 30909313 | BW   |
| Hauptstraße 24 53° 40′ 33″ N, 9° 16′ 56″ O | Scheune                   | Traufständiger eingeschossiger Fachwerkbau mit Backsteinausfachung; unter Satteldach. Errichtet als Schweinestall nach 1841, vermutlich Ende des 19. Jahrhunderts.                              | 30909415 | BW   |
| Hauptstraße 24 53° 40′ 33″ N, 9° 16′ 56″ O | Nebengebäude              | | 30909517 | BW   |

### Gruppe: Kamper Weg 28
Die Gruppe hat die ID 30898725. Vollständige Hofstelle mit Haupthaus, firstparallel dazu errichteter großer Scheune, einer Kornscheune im vorderen und einem Backhaus im hinteren Parzellenbereich.

| Lage                                      | Bezeichnung               | Beschreibung | ID       | Bild |
| ----------------------------------------- | ------------------------- | --- | -------- | ---- |
| Kamper Weg 28 53° 39′ 23″ N, 9° 18′ 10″ O | Wohn-/ Wirtschaftsgebäude | Giebelständiges Zweiständer-Hallenhaus aus Fachwerk mit Backsteinausfachung, Wohnteil massiv in Backstein. Unter reetgedecktem Halbwalmdach. Errichtet 1876 (i).                                                                                  | 30908562 | BW   |
| Kamper Weg 28 53° 39′ 24″ N, 9° 18′ 10″ O | Scheune                   | Giebelständiger Zweiständerbau in Fachwerk mit Backsteinausfachung, firstparallel zum Haupthaus. Südgiebel massiv in Backstein. Unter reetgedecktem Halbwalmdach, am Südgiebel mit Vollwalm. Errichtet als Viehscheune („Kruppscheune“) 1876 (i). | 30908584 | BW   |
| Kamper Weg 28 53° 39′ 24″ N, 9° 18′ 10″ O | Scheune                   | Verbretterte Kornscheune unter reetgedecktem Vollwalmdach. Errichtet im 19. Jahrhundert, ältere Hölzer von 1714 (i) wiederverwendet. | 30908606 | BW   |
| Kamper Weg 28 53° 39′ 22″ N, 9° 18′ 9″ O  | Backhaus                  | Von einem Bach umflossener eingeschossiger Fachwerkbau mit Backsteinausfachungen, unter Satteldach in Pfannendeckung. Errichtet im 19. Jahrhundert als Backhaus.                                                                                  | 30908541 | BW   |

### Gruppe: Kamper Weg 34
Die Gruppe hat die ID 30898785. Solitäre Anlage auf einer Wurt, bestehend aus Wohn-/ Wirtschaftsgebäude, Backhaus mit Wassergraben, Scheune, Schuppen. Die Hofanlage besitzt zudem alte Hofpflasterung, eine Zisterne, alten Baumbestand und eine kleine Prunkpforte.

| Lage                                      | Bezeichnung               | Beschreibung | ID       | Bild |
| ----------------------------------------- | ------------------------- | --- | -------- | ---- |
| Kamper Weg 34 53° 39′ 28″ N, 9° 18′ 27″ O | Wohn-/ Wirtschaftsgebäude | Mächtiges Zweiständerhaus in Fachwerk mit Backsteinausfachung, unter Satteldach. Errichtet 1782 (i), Wohnteil verändert. Um 1900 Außenwände weitgehend massiv ersetzt. Stallanbau an der Südtraufe. | 30908944 | BW   |
| Kamper Weg 34 53° 39′ 29″ N, 9° 18′ 28″ O | Scheune                   | Verbohlter Fachwerkbau unter Satteldach. Errichtet Ende des 18. Jahrhunderts. | 30908967 | BW   |
| Kamper Weg 34 53° 39′ 24″ N, 9° 18′ 10″ O | Backhaus                  | Eingeschossiger Fachwerkbau mit Backsteinausfachung, unter reetgedecktem Krüppelwalmdach. Erbaut als Backhaus 1850 (i).                                                                             | 30908920 | BW   |
| Kamper Weg 34 53° 39′ 29″ N, 9° 18′ 30″ O | Schuppen                  | Verbohlter Fachwerkbau unter Reetdach. Errichtet Ende des 19. Jahrhunderts. | 30908988 | BW   |
| Kamper Weg 34 53° 39′ 29″ N, 9° 18′ 30″ O | Wassergraben              | Der Wassergraben führt nördlich und westlich am Backhaus vorbei. | 30909141 | BW   |

### Gruppe: Vorwerk 9
Die Gruppe hat die ID 30898755. Typische Kehdinger Hofanlage mit großer Viehscheune in paralleler Stellung zum Haupthaus, ergänzt um einen mittigen Kleinstall mit nachträglicher Aufstockung. Ehemalige Hofanlage Vorwerk 57.

| Lage                                  | Bezeichnung               | Beschreibung | ID       | Bild |
| ------------------------------------- | ------------------------- | --- | -------- | ---- |
| Vorwerk 9 53° 39′ 31″ N, 9° 17′ 35″ O | Wohn-/ Wirtschaftsgebäude | Giebelständiger Fachwerkbau mit Backsteinausfachung, unter Satteldach. Errichtet um 1850. | 30909252 | BW   |
| Vorwerk 9 53° 39′ 31″ N, 9° 17′ 36″ O | Stall                     | Giebelständiger Zwischenbau zwischen den beiden Haupthäusern. In Fachwerk mit Backsteinausfachung, unter flachem Satteldach. Errichtet 1902 als Stall sowie zur Unterbringung eines Göpels. Nachträglich aufgestockt. | 30909456 | BW   |
| Vorwerk 9 53° 39′ 31″ N, 9° 17′ 36″ O | Scheune                   | Großer giebelständiger Fachwerkbau mit Backsteinausfachung, unter Satteldach. Errichtet um 1850 als Viehscheune („Kruppscheune“).                                                                                     | 30909354 | BW   |
| Vorwerk 9 53° 39′ 31″ N, 9° 17′ 35″ O | Stall                     | Rückwärtig liegender Backsteinbau unter Krüppelwalmdach in Ziegeldeckung. Erbaut als Schweinestall um 1900. | 30909558 | BW   |

### Gruppe: Vorwerk 11
Die Gruppe hat die ID 30898745. Die Hofanlage Vorwerk 11 besteht aus vier nebeneinanderstehenden Gebäuden des 19. Jahrhunderts: Von Norden nach Süden handelt es sich um eine Scheune, ein Wohn-/Wirtschaftsgebäude (datiert auf 1841), einen Stall und eine weitere Scheune. Ehemalige Hofanlage Vorwerk 56.

| Lage                                   | Bezeichnung               | Beschreibung | ID       | Bild |
| -------------------------------------- | ------------------------- | --- | -------- | ---- |
| Vorwerk 11 53° 39′ 34″ N, 9° 17′ 36″ O | Wohn-/ Wirtschaftsgebäude | Giebelständiges Fachwerkgebäude mit Backsteinausfachung, unter Satteldach. Errichtet 1841 (i).                                                                     | 30909233 | BW   |
| Vorwerk 11 53° 39′ 34″ N, 9° 17′ 37″ O | Scheune                   | Giebelständiges Fachwerkgebäude mit Backsteinausfachung, unter Halbwalmdach. Errichtet als große Viehscheune („Kruppscheune“) nach 1841.                           | 30909335 | BW   |
| Vorwerk 11 53° 39′ 33″ N, 9° 17′ 37″ O | Stall                     | Traufständiger eingeschossiger Fachwerkbau mit Backsteinausfachung; unter Satteldach. Errichtet als Schweinestall nach 1841, vermutlich Ende des 19. Jahrhunderts. | 30909335 | BW   |
| Vorwerk 11 53° 39′ 33″ N, 9° 17′ 37″ O | Scheune                   | Giebelständiger Fachwerkbau mit Backsteinausfachung, unter Satteldach, am westlichen Giebel mit Halbwalm. Errichtet nach 1841.                                     | 30909437 | BW   |

### Gruppe: Wetternweg 1
Die Gruppe hat die ID 30898705. Hofanlage bestehend aus einem Hallenhaus, das im Kern noch dem 18. Jahrhundert entstammt, und einer Kornscheune des 19. Jahrhunderts. Ehemalige Hofanlage Dorfstraße 17.

| Lage                                     | Bezeichnung               | Beschreibung | ID       | Bild |
| ---------------------------------------- | ------------------------- | --- | -------- | ---- |
| Wetternweg 1 53° 39′ 54″ N, 9° 19′ 31″ O | Wohn-/ Wirtschaftsgebäude | Giebelständiges Hallenhaus aus Fachwerk mit Backsteinausfachungen, unter Halbwalmdach in Reetdeckung. Niedrige Kübbung und auffallend geringe Sparrenneigung, daher Kernbau möglicherweise noch aus dem 18. Jahrhundert stammend. Errichtet in der heutigen Form in der ersten Hälfte des 19. Jahrhunderts. | 30908413 | BW   |
| Wetternweg 1 53° 39′ 54″ N, 9° 19′ 30″ O | Scheune                   | Kornscheune aus Fachwerk mit Backsteinausfachungen, Wände teilweise auch verbrettert; unter Walmdach in Reetdeckung. Der Breitbau mit zwei Einfahrten hat eine typische seitliche Kübbung unter einer Abschleppung (Hemp). Errichtet im 19. Jahrhundert.                                                    | 30908431 | BW   |

### Einzeldenkmale
| Lage                                      | Bezeichnung               | Beschreibung | ID          | Bild |
| ----------------------------------------- | ------------------------- | --- | ----------- | ---- |
| Am Moor 4 53° 40′ 34″ N, 9° 18′ 40″ O     | Wohn-/ Wirtschaftsgebäude | Kleineres giebelständiges Hallenhaus aus Fachwerk mit Backsteinausfachung, unter reetgedecktem Halbwalmdach. Errichtet 1821 (i). | 30908775    | BW   |
| Am Moor 21 53° 40′ 38″ N, 9° 18′ 33″ O    | Wohn-/ Wirtschaftsgebäude | Giebelständiges Hallenhaus aus Fachwerk mit Backsteinausfachung, unter Satteldach in Reetdeckung, am Wirtschaftsgiebel mit Halbwalm. Unregelmäßige Konstruktion mit weiten Gefachen und verschieden starken Ständern, niedrige Stallkübbungen. Datiert 1771 (i), vermutlich nach Kultivierung der Moore hier nach 1805 neu errichtet. | 30908756    | BW   |
| Am Moor 25 53° 40′ 36″ N, 9° 18′ 42″ O    | Wohn-/ Wirtschaftsgebäude | Traufständiges Hallenhaus aus Fachwerk mit Backsteinausfachung, unter Reetdach mit Halbwalm. Unregelmäßige Konstruktion mit weiten Gefachen und verschieden starken Ständern, niedrige Stallkübbungen. Datiert 1779 (i), vermutlich nach Kultivierung der Moore hier nach 1805 neu errichtet.                                         | 30908794    | BW   |
| Burg 14 53° 38′ 38″ N, 9° 19′ 30″ O       | Wohn-/ Wirtschaftsgebäude | Hallenhaus aus Fachwerk mit Backsteinausfachung, unter reetgedecktem Halbwalmdach. Errichtet 1830 (i). | 30908286    | BW   |
| Burg 20 53° 38′ 22″ N, 9° 19′ 39″ O       | Wohn-/ Wirtschaftsgebäude | Zweiständerbau aus Fachwerk mit Backsteinausfachung, unter reetgedecktem Walmdach. Am Wohnteil historische Vorderkübbung. Stiele und Riegel zum Teil aus Krummholz. Errichtet 1724 (i). | 30908269    | BW   |
| Dorfstraße 5 53° 39′ 53″ N, 9° 19′ 0″ O   | Wohn-/ Wirtschaftsgebäude | Traufständiges Hallenhaus aus Fachwerk mit Backsteinausfachung, unter reetgedecktem Satteldach, am Wohngiebel mit Halbwalm. Das vom Beginn des 19. Jahrhunderts stammende Gebäude wurde 1912 (i) umgebaut und die Knaggen des Stallgiebels dabei am Wohnteil wiederverwendet.                                                         | 30908269    | BW   |
| Dorfstraße 15 53° 39′ 50″ N, 9° 19′ 26″ O | Wohn-/ Wirtschaftsgebäude | Giebelständiges Hallenhaus aus Fachwerk mit Backsteinausfachung, unter reetgedecktem Satteldach, am Wirtschaftsgiebel mit Halbwalm. Errichtet 1878 (i). | 30908394    | BW   |
| Dorfstraße 31 53° 39′ 46″ N, 9° 20′ 0″ O  | Wohn-/ Wirtschaftsgebäude | Giebelständiges Hallenhaus aus Fachwerk mit Backsteinausfachung, unter reetgedecktem Satteldach, am Wirtschaftsgiebel mit Halbwalm. Errichtet 1884 (i). | 30908487    | BW   |
| Dorfstraße 38 53° 39′ 43″ N, 9° 20′ 6″ O  | Wohn-/ Wirtschaftsgebäude | Giebelständiges Hallenhaus in Fachwerk mit Backsteinausfachung, unter Satteldach. Errichtet um 1880, nachträglich im Wohnteil um ein Fach verlängert, Seitenwände teilweise massiv ersetzt, Wirtschaftsgiebel erneuert. | 30908524    | BW   |
| Dorfstraße 39 53° 39′ 41″ N, 9° 20′ 6″ O  | Wohn-/ Wirtschaftsgebäude | Kleines giebelständiges Hallenhaus aus Fachwerk mit Backsteinausfachung, unter reetgedecktem Satteldach, am Wirtschaftsgiebel mit Halbwalm. Errichtet um 1880. | 30909108    | BW   |
| Hauptstraße 1 53° 39′ 50″ N, 9° 16′ 37″ O | Wohn-/ Wirtschaftsgebäude | Hallenhaus aus Fachwerk mit Backsteinausfachung; unter Halbwalmdach in Reetdeckung. Errichtet 1779 (i). | 30908250    | BW   |
| Hauptstraße 6 53° 39′ 53″ N, 9° 18′ 34″ O | Wohn-/ Wirtschaftsgebäude | Großer Zweiständerbau in Fachwerk mit Backsteinausfachung, unter reetgedecktem Halbwalmdach. Errichtet 1872 (i). Ehemalige Hofstelle Ober-Neuland 42. | 30909271    | BW   |
| Hauptstraße 11 53° 39′ 58″ N, 9° 17′ 3″ O | Wohn-/ Wirtschaftsgebäude | Hallenhaus aus Fachwerk mit Backsteinausfachung, unter Satteldach. Errichtet 1882 (i). | 30908231    | BW   |
| Horner Weg 1 53° 40′ 36″ N, 9° 17′ 9″ O   | Wohn-/ Wirtschaftsgebäude | Giebelständiges Hallenhaus aus Fachwerk mit Backsteinausfachung, unter Satteldach. Errichtet in der zweiten Hälfte des 19. Jahrhunderts. | 30908702    | BW   |
| Horner Weg 9 53° 40′ 36″ N, 9° 17′ 35″ O  | Wohn-/ Wirtschaftsgebäude | Traufständiges Hallenhaus aus Fachwerk mit Backsteinausfachung, unter reetgedecktem Halbwalmdach. Seiteneingang mit zweiflügeliger Tür mit acht rechteckigen Füllungen und schmalem Glas-Oberlicht. Errichtet 1860 (i). | ID:30908736 | BW   |
| Horner Weg 11 53° 40′ 37″ N, 9° 17′ 40″ O | Wohn-/ Wirtschaftsgebäude | Giebelständiger Fachwerkbau mit Backsteinausfachung, unter Satteldach in Ziegeldeckung. Errichtet in der ersten Hälfte des 19. Jahrhunderts. | ID:30908719 | BW   |
| Kamper Weg 30 53° 39′ 23″ N, 9° 18′ 16″ O | Wohn-/ Wirtschaftsgebäude | Großes Gebäude in Zweiständerkonstruktion, aus Fachwerk mit Backsteinausfachung. Unter Satteldach. Errichtet im 19. Jahrhundert. | 30908628    | BW   |
| Seemoor 9 53° 38′ 14″ N, 9° 18′ 49″ O     | Wohn-/ Wirtschaftsgebäude | Zweiständerbau aus Fachwerk mit Backsteinausfachung, unter reetgedecktem Walmdach. Am Wohnteil historische Vorderkübbung. Stiele und Riegel zum Teil aus Krummholz. Errichtet 1724 (i). | 30909089    | BW   |
| Vorwerk 13 53° 39′ 36″ N, 9° 17′ 37″ O    | Wohn-/ Wirtschaftsgebäude | Giebelständiges Fachwerkgebäude mit Backsteinausfachung, unter reetgedecktem Halbwalmdach. Errichtet 1811 (i). | 30908813    | BW   |
| Vorwerk 14 53° 39′ 34″ N, 9° 17′ 41″ O    | Schule                    | Traufständiges eingeschossiges Fachwerkgebäude mit Backsteinausfachung, unter reetgedecktem Satteldach. Nach Osten ein eingeschossiger Fachwerkanbau, ebenfalls unter Satteldach. Errichtet Ende des 19. Jahrhunderts als Schulgebäude des Ortes.                                                                                     | 30908883    | BW   |
| Vorwerk 18 53° 39′ 35″ N, 9° 17′ 42″ O    | Wohn-/ Geschäftshaus      | Traufständiges, zweistöckiges Fachwerkgebäude mit Backsteinausfachung, unter Satteldach. Mit rückwärtigem Anbau in Fachwerk unter eigenem Satteldach. Errichtet als Wohn- und Geschäftshaus Ende des 19. Jahrhunderts. | 30908830    | BW   |